# Tepeaca
Tepeaca è una municipalità dello stato di Puebla, nel Messico centrale, il cui capoluogo è la località di Tepeaca de Negrete.
Conta 74.708 abitanti (2015) e ha una estensione di 217,46 km². 	 	
Il significato del nome della località in lingua nahuatl è luogo all'inizio delle colline.